# Магавібгаша
 Магавібгаша (Mahāvibhāṣa IAST, Абгідгарма Магавібгаша Шастра) — один з найстаріших буддійських текстів, звід знань про Абгідгарму, що належить школі Сарвастівада. Складений близько 150 року н. е. в Кашмірі, складання цього тексту мотивував Четвертий буддійський собор. Надалі критична переробка  Магавібгаші  призвела до появи знаменитого трактату Абгідгармакоша автора Васубандгу.
 Магавібгаша збереглася лише в китайському перекладі.

## Вібгаша як зібрання текстів
Поняття  Вібгаша  означає зібрання текстів, дослідження або роз'яснення, походить від санскритського vi + √bhaṣ — «говорити», «пояснювати». З назви зрозуміло, що спочатку існувало безліч окремих текстів, які коментували в першу чергу «Джнянапрастхану», а також інші абгідгармічні твори.
Джерела Магавібгаші знаходяться в складній залежності один від одного. У зборах Тайсьо виділяються три томи: Abhidharma Mahāvibhāṣā Śāstra IAST (T1545), Abhidharma Vibhāṣā Śāstra IAST (T1546) і Vibhāṣā Śāstra IAST (T1547).

## Абгідгарма Магавібгаша Шастра Катьяяніпутри
Основним джерелом є Abhidharma Mahāvibhāṣa Śāstra IAST. Авторство приписується 500 аргатам, які зібралися через 600 років після парінірвани Будди. Упорядником цього тексту вважається Катьяяніпутра (Katyāyāniputra). Датування та авторство визначається на підставі китайського перекладу Сюаньцзана та історичних міркувань.
У зібранні Тайсьо тексту присвячений окремий том T27, No. 1545,阿 毘 達磨 大 毘 婆沙 論,五百 大 阿羅漢 等 造,三藏 法師 玄奘 奉 詔 譯 великого обсягу, який займає приблизно третину всієї літератури про Абгідгарму. Старий переклад Vibhāṣa Śāstra IAST (Буддгаварман та Даотай) входить до складу як T28, No. 1546, 阿 毘 達磨 毘 婆沙 論,迦旃延 子 造,五百 羅漢 釋,北 涼 天竺 沙門 浮 陀 跋摩 共 道 泰 等 譯.

## Зміст
Цей текст містить великий обсяг різнорідного матеріалу. Обговорюються численні запитання, причому не лише з позицій сарвастівади, але й з точок зору інших шкіл — вібгаджьявада, пудгалавада, махасангхіка та небуддійські самкх'я, вайшешика.
Думки різних шкіл відтіняють та підкреслюють позицію сарвастівади. Нерідко в дискусіях підсумки не підбивають, а залишають розмаїття думок.

## КашмірськаСарвастівада
Школа Сарвастівада в кашмірському царстві опиралася на Магавібгашу як на основний твір, тому кашмірських філософів називали також " Вайбгашики ". Імовірно, оригінальні тексти кашмірських Вайбгашиків не збереглися і лише частково представлені у творах прихильників сарвастівади в Гандхарі та інших країнах. За часів Васубандгу Магавібгаша вважалася зводом усіх основних вчень.

## Роль Магавібгаші у розвитку Махаяни
Багато матеріалу з Магавібгаші пов'язано з доктринами махаяни. Уже в Магавібгаші використовується поділ вчення на три колісниці — Шравакаяна, Пратьєкабуддаяга та Боддгісатваяна. Там же обговорюється співвідношення між Хінаяною та Махаяною у виразах, прийнятих пізніше в махаянській традиції.
Учення Махаяни описуються в Магавібгаші також під назвою  Вайпулья :